# Ulrich Wimmeroth

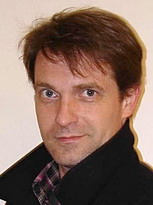
Ulrich Wimmeroth (2007)

Ulrich Wimmeroth (* 20. Oktober 1962 in Köln) ist Autor im IT-Bereich und freier Journalist.

## Leben
Nach dem Studium der Betriebswirtschaftslehre in Köln folgte eine Zeit der weiteren Ausbildung bei der Kaufhof Warenhaus AG in Mannheim, Bonn, Aachen, Würzburg und Ludwigshafen. Später hat sich Wimmeroth der Informationstechnik zugewandt, zuerst als Schulungsleiter verschiedener Projekte und später als Autor von Fachbüchern.
Seit 1999 sind 30 Bücher erschienen, meist in Zusammenarbeit mit anderen Autoren, deren Thematik sich von Betriebssystemen wie Windows XP und Windows Vista bis zu Fragen des Webdesigns und der Erstellung von Webshops erstreckt. Besonders widmete er sich dem Thema SEO (Search Engine Optimation, Suchmaschinenoptimierung), dazu gehörten die Publikation des Buches Google Dirty Tricks und Auftritte in der TV-Sendung Planetopia.
Zudem publiziert Ulrich Wimmeroth Fachartikel in Computerzeitschriften und gehört zum Kernteam des Online-Entertainment-Magazins CineZone und arbeitet als Autor für das Magazin Kino&Co. Weiterhin erscheinen seit mehreren Jahren regelmäßig Artikel auf Online-Plattformen wie Eurogamer, PlayCentral oder dem offiziellen PlayStation Blog.

## Publikationen (Auswahl)
- Praxis-Tipps von A-Z. Data Becker, Düsseldorf 2000
- Die besten Internetadressen für Schüler. Markt & Technik, München 2000
- PC Internet de A a Z. Micro Application, Frankreich 2000
- Windows XP - Best Friend. Data Becker (3 Auflagen, bis 2004)
- Win On CD 6 - Best Friend. Data Becker, 2003
- Schnell und sicher auf Windows Vista Business umsteigen. Data Becker, 2006
- Auf die Schnelle: Windows Vista - einfach einsteigen. Data Becker, 2007
- Sehen & Verstehen: Der einfache PC Einstieg . Data Becker, 2007
- Auf die Schnelle Internet & E-Mail für Senioren. Data Becker, 2008
- Mehr Traffic für Ihre Webseite. Data Becker, 2008
- Das Praxisbuch zu shop to date 7.0 pro. Data Becker, 2010